# اوانز سایکلز
اوانز سایکلز (انگلیسی: Evans Cycles) شرکت دوچرخه‌سازی بریتانیایی است، که در سال ۱۹۲۱ تأسیس شد.